# بايلي فريتش
بايلي فريتش (بالإنجليزية: Bayley Fritsch)‏ هو لاعب كرة قدم أسترالية أسترالي، ولد في 6 ديسمبر 1996.

## وصلات خارجية
- بايلي فريتش على موقع AustralianFootball.com (الإنجليزية)
- بايلي فريتش على موقع AFLtables.com (الإنجليزية)